# Granulina melitensis
Granulina melitensis is een slakkensoort uit de familie van de Marginellidae. De wetenschappelijke naam van de soort is voor het eerst geldig gepubliceerd in 1998 door Smriglio, Mariottini & Rufini.